# 哭庙案
哭廟案是一宗發生於清朝順治十八年（1661年）的示威，以及之后政府对示威者的镇压。作家金聖歎参与並死於這次事件。此案对江南士绅造成了沉重的打击。

## 經過
順治十八年，順治帝駕崩，哀詔於二月一日下達吳縣，府衙設靈舉哀痛哭三日。同时，蘇州發生了「抗糧哭廟」案。順治十七年新任吳縣縣令任維初，私取公糧三千余石，又逮捕交不出補倉糧的老百姓。以金聖歎為首的幾個秀才，因同情農民的遭遇，寫了“揭帖”到哭靈場所控告縣官，金聖歎將矛頭指向包庇部下的巡撫朱國治，哭庙文写道：“顺治十八年二月初四，江南生员为吴充任维初，胆大包天，欺世灭祖，公然破千百年来之规矩，置圣朝仁政于不顾，潜赴常平乏，伙同部曹吴之行，鼠窝狗盗，偷卖公粮。罪行发指，民情沸腾。读书之人，食国家之廪气，当以四维八德为仪范。不料竟出衣冠禽兽，如任维初之辈，生员愧色，宗师无光，遂往文庙以哭之……”。金聖歎第二天聯絡更多的群眾去哭廟抗議，但他本人並沒有到现场。
朱國治大為震怒，當場逮捕了倪用賓等五名秀才。后来被逮捕的十一名主犯中，有倪用賓、沈玥、顧偉業、張韓、來獻琪、丁觀生、朱時若、朱章培、周江、徐介、葉琪等人，其中並沒有金聖歎。四月二十七日，金聖歎、丁子偉二人才被逮捕，金圣叹高呼先帝，被甩二十巴掌。吏部员外郎顾予咸在家乡居住，亦受牽連，禁繫大牢六十三天，“时当盛暑，流汗积项成膏，腐肉满于铁索，其苦有不忍言者”。朱國治將哭廟文的起草人金聖歎作為首犯拘捕，冠以「搖動人心倡亂，殊于國法」之罪，最后倪用賓、沈玥、顧偉業、張韓、來獻琪、丁觀生、朱時若、朱章培、周江、徐玠、葉琪、薛爾張、姚剛、丁子偉、金聖歎、王仲儒、唐堯治、馮郅等十八人被判死罪，七月十三日立秋，在南京三山街執刑。《辛丑紀聞》記載：“至辰刻，獄卒于獄中取出罪人，反接，背插招旌，口塞栗木，挾走如飛。親人觀者稍近，則披甲者槍柄刀背亂打。俄爾炮聲一震，一百二十一人皆斃死。披甲者亂馳，群官皆散。法場之上，惟血腥觸鼻，身首異處而已。”據《哭廟紀略》記載，沈大章由其叔收屍，倪用賓、薛爾張、周江三人由顧予咸收葬；其餘十四人則由親人收葬。

## 历史意义
順治末年，除哭廟案外，還發生了一連串屠殺漢人的“丁酉科場案”、“通海案”、“江南奏銷案”和“莊廷鑨明史案”等，其中“江南奏銷案”、“哭廟案”和“通海案”，合稱“江南三大案”。清朝《研堂見聞雜記》記載：“朝廷有意与世家有力者为难，以威劫江南人也。”